# 藍住町立藍住中学校
藍住町立藍住中学校（あいずみちょうりつ あいずみちゅうがっこう）は、徳島県板野郡藍住町奥野字矢上前18-1にある公立中学校。
通称「藍中（あいちゅう）」。

## 概要
藍住町内に2つある中学校の一つ。生徒数は約600名。藍住町立藍住西小学校、藍住町立藍住南小学校の生徒が進学する。

## 特徴
藍住町は若年層の割合が高く、そのため徳島県内では比較的生徒数の多い中学校である。部活動が盛んに行われており、柔道部やサッカー部などが県内で強豪である。体育館は藍住町民体育館の旧棟であり、2014年（平成26年）に新棟が隣に新設された転用されている。

## 沿革
- 1962年4月1日 - 藍住南中学校と藍住北中学校が合併して開校。
- 1988年4月1日 - 藍住町立藍住東中学校が分離独立。
- 2011年 - 新東校舎、プール完成。
- 2014年 - 藍住町民体育館新棟開設のため、旧棟が同校の体育館に転用される。
- 2022年 - 開校60周年

## 校訓
- 自主
- 協同
- 誠実

## 校歌
- 作詞: 保科千代次
- 作曲: 近藤良三

## 部活動

### 文化部
- 生徒会執行部
- 科学部[1]
- 茶道部[2]
- 美術部
- 吹奏楽部

### 運動部
- サッカー部
- 野球部
- 男子バスケットボール部
- 女子バスケットボール部
- 男子バドミントン部
- 女子バドミントン部
- 女子ソフトテニス部
- 女子バレーボール部
- 男子卓球部
- 女子卓球部
- 剣道部
- 柔道部
- 陸上部

## 著名な出身者
- 佐藤愛美（バレーボール選手）
- 嘉重春樺（柔道選手）

## 通学区域が隣接している学校
- 藍住町立藍住東中学校
- 徳島市応神中学校
- 徳島市不動中学校
- 徳島市北井上中学校
- 石井町立石井中学校
- 上板町立上板中学校
- 板野町立板野中学校
- 鳴門市大麻中学校